# Zespół żyły głównej dolnej
Zespół żyły głównej dolnej (ang. inferior vena cava syndrome, IVCS) – zespół objawów spowodowanych znacznym utrudnieniem lub zamknięciem przepływu krwi przez żyłę główną dolną. Zespół może być spowodowany zakrzepicą w żyle głównej lub uciskiem i naciekiem spowodowanym przez nowotwór.

## Etiologia
Zespół najczęściej jest wywołany zakrzepicą żylną. Zakrzep w żyle głównej dolnej jest następstwem szerzenia się zakrzepicy z żyły biodrowych zewnętrznej lub wewnętrznej.
Rzadszą przyczyną zespołu mogą być nowotwory złośliwe, które mogą uciskać naczynie lub bezpośrednio je naciekać, ostatecznie powodując jego zwężenie. Najczęstszym nowotworem powodującym zespół jest rak nerki, który może wrastać do światła żyły nerkowej, a następnie żyły głównej dolnej i wywoływać zakrzep, który nierzadko sięga prawego przedsionka serca. Czop nowotworowy jest stwierdzany w 4–10% przypadków raka nerki. Choroba może być również spowodowana przez rak wątrobowokomórkowy, rzadziej przez rak nadnercza, guz chromochłonny, guz Wilmsa, rak trzustki oraz uciskiem przez powiększone węzły chłonne w następstwie chłoniaka lub obecności przerzutów raka jajnika, raka szyjki macicy czy raka gruczołu krokowego.
Bardzo rzadkimi przyczynami zespołu mogą być: tętniak aorty, krwiak zaotrzewnowy, wodobrzusze oraz pierwotne nowotwory żyły głównej (mięśniak gładkokomórkowy, mięśniakomięsak gładkokomórkowy, śródbłoniak nabłonkowaty).

## Objawy
Objawy zależą od dynamiki procesu powodującego zamknięcie żyły głównej dolnej. Powolnie narastający proces prowadzący do zamykania światła żyły głównej dolnej może pozwolić na rozwinięcie krążenia obocznego, przez co objawy są mniej nasilone.
W przypadku zamknięcia żyły głównej dolnej poniżej ujścia żył nerkowych dochodzi do obustronnego obrzęku i sinicy kończyn dolnych oraz żylakowatego poszerzenia żył krążenia obocznego na kończynach dolnych, brzucha i klatki piersiowej. Obrzęk jest najbardziej nasilony w stopach i goleniach, nasila się w pozycji stojącej, a zmniejsza nasilenie po uniesieniu kończyn dolnych. Zablokowanie odpływu krwi z żył nerkowych powoduje ich bierne przekrwienie, co prowadzi do niewydolności nerek, krwiomoczu i bólu w okolicy lędźwiowej. Szybkie narastanie objawów sugeruje zakrzepicę, a ich powolne, stopniowe narastanie przemawia za procesem rozrostowym, wytworzenie się krążenia obocznego lub przewlekłą niewydolność żylną. Zajęcie ujścia żył wątrobowych może spowodować zespół Budda-Chiariego. Przy rozległym niedrożnym odcinku żyły głównej dolnej obrzęk obejmuje również narządy płciowe, podbrzusze, okolicę lędźwiową, a czasem również nadbrzusze. U 12% chorych z zakrzepicą żyły głównej dolnej współwystępuje zatorowość płucna, którą sugeruje ból w klatce piersiowej i duszność. U części chorych z zakrzepicą może występować gorączka.

## Rozpoznanie
Rozpoznanie opiera się na obrazie klinicznym choroby, ultrasonografii dopplerowskiej (USG doppler), flebografii i tomografii komputerowej.
USG dopplerowskie pozwala stwierdzić brak ciągłego przepływu żylnego przez żyłę główną dolną oraz brak zmienności oddechowej przepływu, stwierdza się jednofazowy, burzliwy przepływ z wysokimi wartościami prędkości przepływu przez żyłę. Ultrasonografia umożliwia stwierdzenie zewnętrznego ucisku na żyłę główną dolną. Tomografia komputerowa pozwala uwidocznić zakrzep w żyle głównej dolnej oraz odróżnić zakrzep od czopu nowotworowego, poprzez stwierdzenie wzmocnienia kontrastowego lub ubytku wypełnienia. Rezonans magnetyczny pozwala z większą dokładnością zobrazować zakrzep, jest stosowany u chorych, u których nie można podawać jodowych środków kontrastujących. Flebografia jest wykonywana w ramach jednoczesnego leczenia wewnątrznaczyniowego obejmującego wstawienie stentu, filtru do żyły głównej dolnej lub celowanego podania leków trombolitycznych.

## Leczenie
Leczenie zespołu żyły głównej dolnej jest ukierunkowane na etiologię choroby. W przypadku zakrzepu żyły głównej dolnej stosuje się leki przeciwzakrzepowe, w tym heparynę drobnocząsteczkową, heparynę niefrakcjonowaną lub fondaparinuks. Zapobiegają one powiększaniu się skrzepliny oraz powikłaniom zatorowym, ale nie powodują lizy skrzepu, co naraża chorego na rozwój zespołu pozakrzepowego. W celu rozkładu skrzepliny stosuje się leki trombolityczne oraz wykonuje się zabieg usunięcia skrzepliny metodą otwartą lub wewnątrznaczyniową. Leczenie trombolityczne jest bardziej skuteczne niż leczenie przeciwkrzepliwe, jednak nie zawsze jest skuteczne i wiąże się z ryzykiem powikłań krwotocznych. Zabieg wewnątrznaczyniowy umożliwia wstawienie stentu do naczynia oraz wykonanie celowanej trombolizy, którą cechuje mniejsze ryzyko powikłań ogólnoustrojowych. U niektórych chorych zakłada się filtr do żyły głównej dolnej celem zmniejszenia ryzyka powstania zatoru płucnego. Otwarty zabieg chirurgiczny obejmujący trombektomię, wytworzenie zespolenia omijającego (by-pass) lub rekonstrukcji naczynia jest rzadko przeprowadzany, ze względu na towarzyszącą mu chorobowość i śmiertelność.
Leczenie zespołu żyły głównej dolnej spowodowanego przez ucisk przez nowotwór złośliwy jest trudne i opiera się o wstawienie do naczynia metalowych stentów samorozprężalnych, radioterapii i chemioterapii. W celu zapobiegania epizodom zatorowym umieszcza się filtr do żyły głównej dolnej. W niektórych przypadkach raka nerki z czopem nowotworowym w żyle głównej dolnej jest możliwe wykonanie chirurgicznego usunięcia nerki wraz z usunięciem czopu nowotworowego.

## Klasyfikacja ICD10
| kod ICD10     | nazwa choroby                                  |
| ------------- | ---------------------------------------------- |
| ICD-10: I87   | Inne patologie żył                             |
| ICD-10: I87.1 | Ucisk żyły (zespół żyły głównej dolnej/górnej) |